# Chissey-sur-Loue
Pour les articles homonymes, voir Chissey et Loue.
Chissey-sur-Loue est une commune française située dans le département du Jura, dans la région culturelle et historique de Franche-Comté et la région administrative Bourgogne-Franche-Comté.

## Géographie
Chissey est une commune rurale, dans la plaine alluviale de la Loue. Le territoire est partagé entre des pâturages destinés à l'élevage bovin et des cultures céréalières.
Tout le nord de la commune est occupé par une partie de la forêt de Chaux, ZNIEFF de type II. La vallée de la Loue de Quingey à Parcey, une autre ZNIEFF de type II, se trouve au sud.

### Communes limitrophes
| Étrepigney         | Plumont, Fraisans      | Courtefontaine                                     |
| Chatelay Germigney | Chissey-sur-Loue       | Fourg (Doubs) Liesle (Doubs) Arc-et-Senans (Doubs) |
| Chamblay           | Écleux, Villers-Farlay |                                                    |

### Climat
Pour des articles plus généraux, voir Climat de la Bourgogne-Franche-Comté et Climat du département du Jura.
En 2010, le climat de la commune est de type climat des marges montargnardes, selon une étude du Centre national de la recherche scientifique s'appuyant sur une série de données couvrant la période 1971-2000. En 2020, Météo-France publie une typologie des climats de la France métropolitaine dans laquelle la commune est exposée à un climat semi-continental et est dans la région climatique  Jura, caractérisée par une forte pluviométrie en toutes saisons (1 000 à 1 500 mm/an), des hivers rigoureux et un ensoleillement médiocre. 
Pour la période 1971-2000, la température annuelle moyenne est de 10,7 °C, avec une amplitude thermique annuelle de 17,2 °C. Le cumul annuel moyen de précipitations est de 1 149 mm, avec 12,4 jours de précipitations en janvier et 9,4 jours en juillet. Pour la période 1991-2020, la température moyenne annuelle observée sur la station météorologique de Météo-France la plus proche, « Arc-et-Senans », sur la commune d'Arc-et-Senans à 5 km à vol d'oiseau, est de 11,7 °C et le cumul annuel moyen de précipitations est de 1 182,8 mm. 
La température maximale relevée sur cette station est de 41,5 °C, atteinte le 13 août 2003 ; la température minimale est de −25 °C, atteinte le 2 janvier 1971,,. 
Les paramètres climatiques de la commune ont été estimés pour le milieu du siècle (2041-2070) selon différents scénarios d'émission de gaz à effet de serre à partir des nouvelles projections climatiques de référence DRIAS-2020. Ils sont consultables sur un site dédié publié par Météo-France en novembre 2022.

## Urbanisme

### Typologie
Au 1er janvier 2024, Chissey-sur-Loue est catégorisée commune rurale à habitat dispersé, selon la nouvelle grille communale de densité à sept niveaux définie par l'Insee en 2022.
Elle est située hors unité urbaine et hors attraction des villes,.

### Occupation des sols
L'occupation des sols de la commune, telle qu'elle ressort de la base de données européenne d’occupation biophysique des sols Corine Land Cover (CLC), est marquée par l'importance des forêts et milieux semi-naturels (79,3 % en 2018), une proportion identique à celle de 1990 (79,3 %). La répartition détaillée en 2018 est la suivante : 
forêts (79,3 %), terres arables (16,8 %), prairies (2,4 %), zones urbanisées (1,4 %). L'évolution de l’occupation des sols de la commune et de ses infrastructures peut être observée sur les différentes représentations cartographiques du territoire : la carte de Cassini (XVIIIe siècle), la carte d'état-major (1820-1866) et les cartes ou photos aériennes de l'IGN pour la période actuelle (1950 à aujourd'hui).

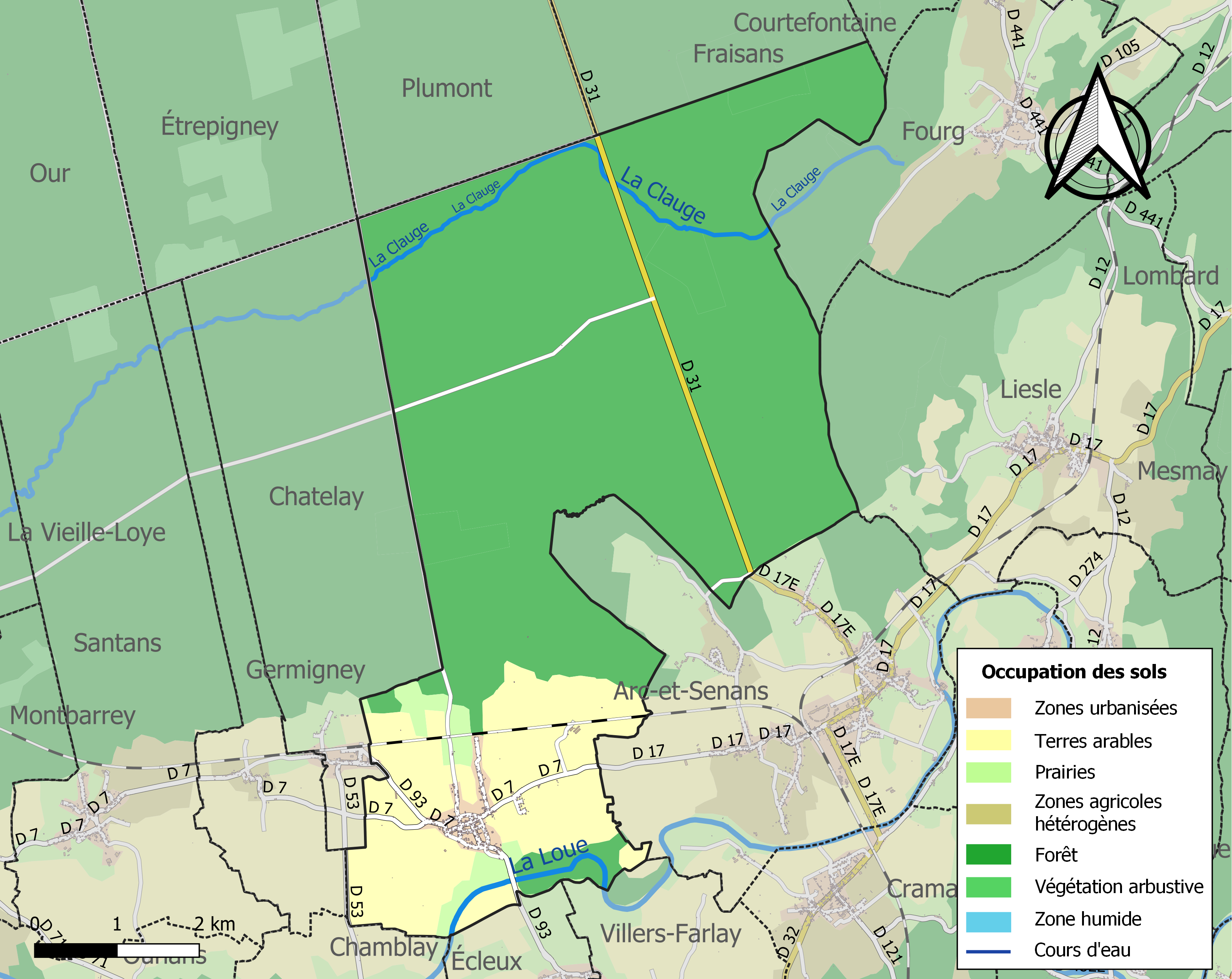
Carte des infrastructures et de l'occupation des sols de la commune en 2018 (CLC).

## Histoire
Trois sites gallo-romains ont été retrouvés à Chissey, dont une grosse villa du Ier siècle.
A. Rousset note dans son "Dictionnaire géographique, historique et statistique des communes de la Franche-Comté" de Tome II en 1854:  "On découvrit le 15 mars 1825, sur le territoire de ce village, enfoncé à 15 pieds dans les terres de la rive droite de la Loue, un canot formé d’un seul chêne, d’environ 50 pieds (16 m) de long, de 3 (soit 1 m) de large entre les deux bords, et de 26 pouces (65 cm) de profondeur. L’épaisseur du fond variait de 6 à 8 pouces, et celle des côtés, était d’à peu près 4 pouces. Les deux bouts relevés régulièrement jusqu’à la hauteur des côtés, étaient percés de plusieurs trous, destinés à recevoir les rames. Cette barque est exactement semblable aux bateaux dont Hannibal fit usage pour traverser le Rhône avec son armée. Ce village existait, dans l’origine, sur les bords de la forêt de Chaux. Il ne se rapprocha des bords de la Loue que plusieurs siècles après."
Au IIIe siècle, une tribu de Chamaves s'installa dans cette portion de la vallée de la Loue, lui donnant le nom d'Amaous qui allait se transformer en Val d'Amour.
Comme la Loue pouvait être traversée à Chissey, le village eu un rôle local assez important en particulier au Moyen Âge pour le transport du sel comtois. Le saint patron du village fut ainsi saint Christophe, dont la légende fait un passeur.
Au XIIIe siècle, à l'époque de la construction de l'église, Chissey est le siège d'une prévôté de basse et moyenne justice.

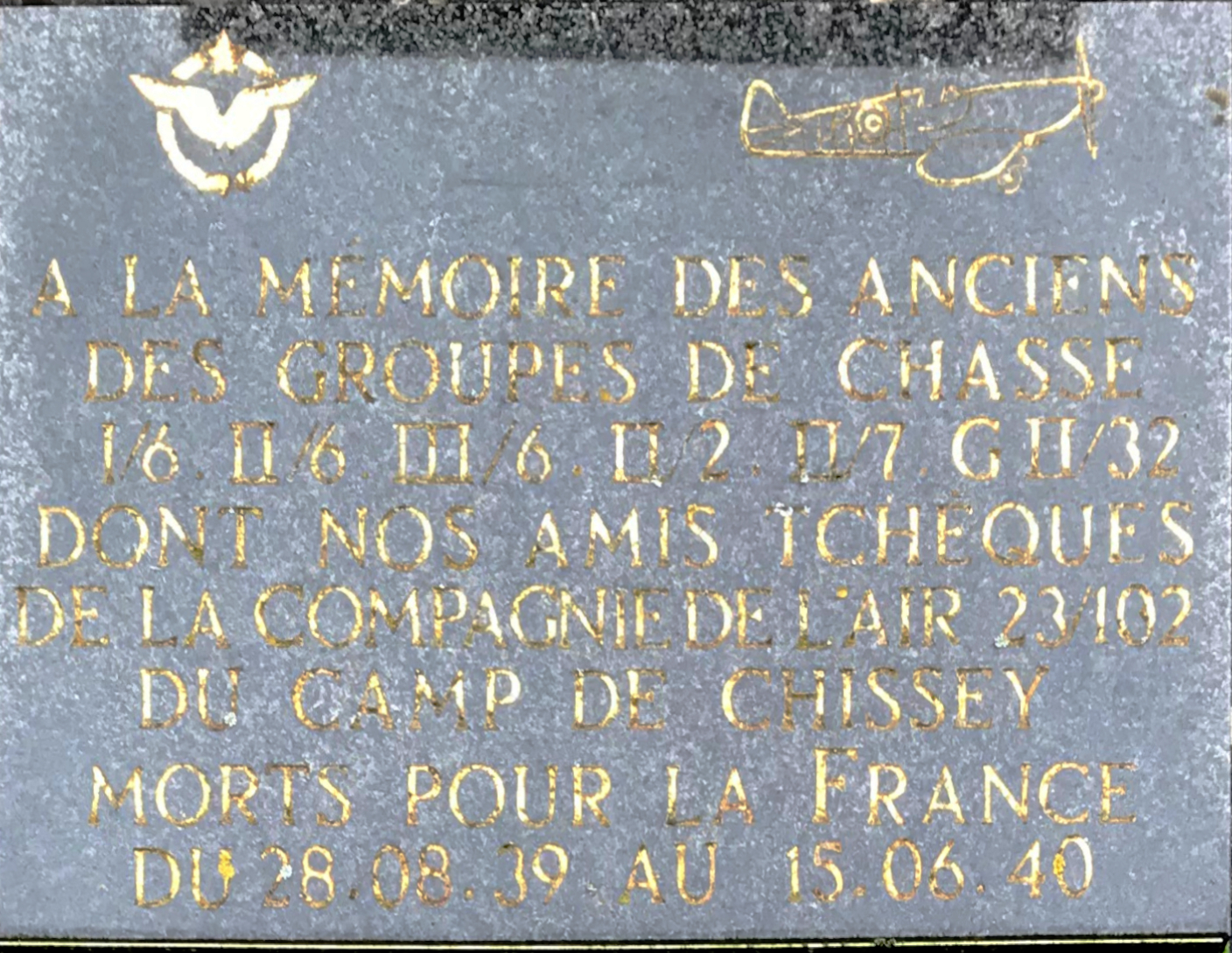
Plaque au pied du monument aux morts, rendant hommage aux Morts pour la France du camp de Chissey au cours de la bataille de France (1939-1940).

En 1924, un aérodrome a été installé sur la commune, qui a été utilisé par l'Armée entre 1936 et juin 1940.
Le film La Ligne de démarcation fut en partie tourné à Chissey.
Le mardi 30 mars 1947, dans l'après midi, le feu détruisait l'antique ferme de Paul Demontron. Avec elle disparait le dernier vestige de l'ancien Chissey bâti jadis en bordure de forêt de Chaux.

## Politique et administration

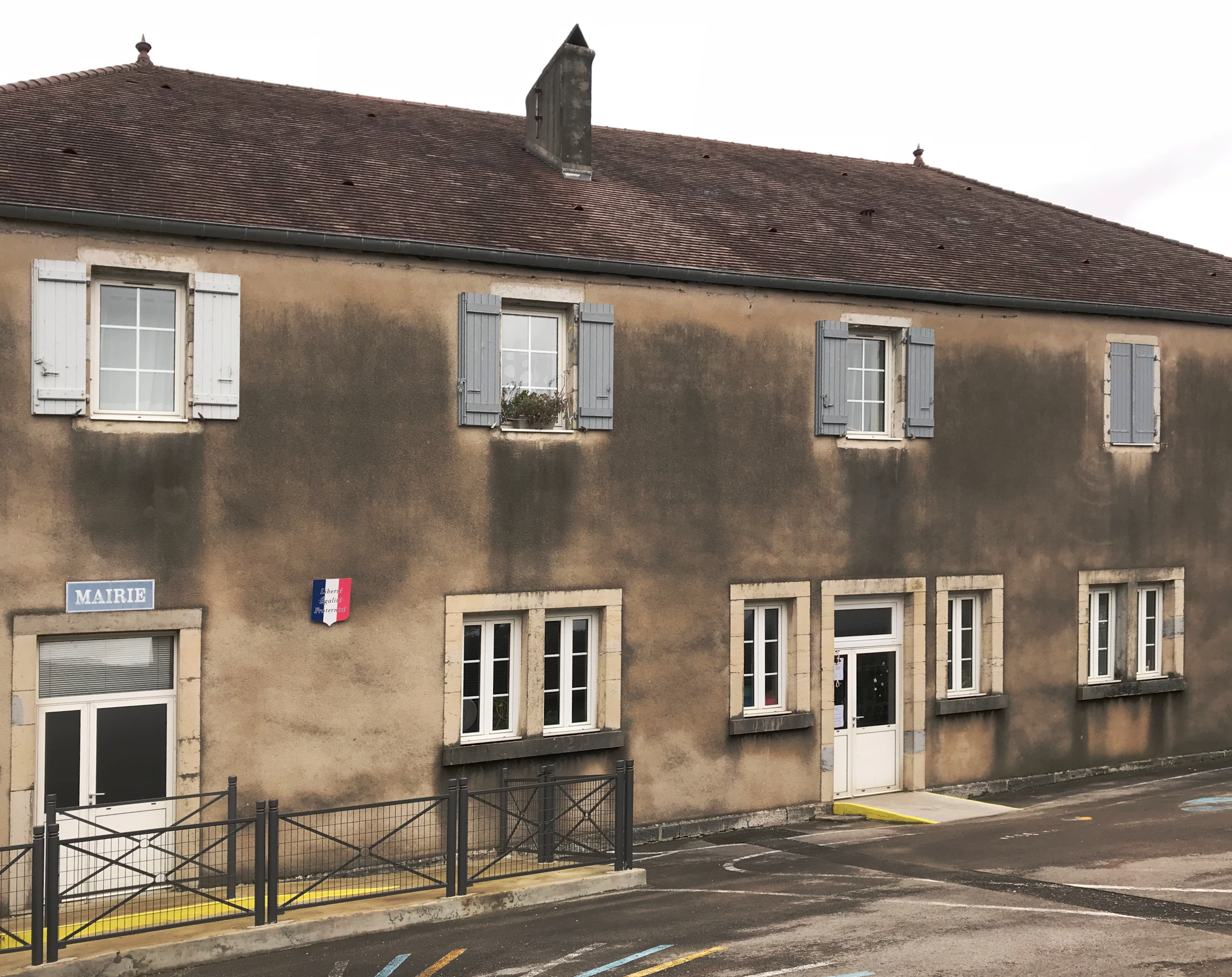
La mairie en 2018.

| Période     | Période  | Identité           | Étiquette              | Qualité |
| ----------- | -------- | ------------------ | ---------------------- | --- |
| 1947        | 1974     | Henri Jouffroy     | PPUS puis RGR puis CDP | Exploitant agricole Député (1969-1973 puis 1977-1978) (Suppléant de Jacques Duhamel) Conseiller général du canton de Montbarrey (1949-1973) |
| années 1980 | 1995     | Émile Boilley      |                        | Agriculteur |
| 1995        | 1996     | Camille Dhote      |                        | Cadre |
| 1996        | 2014     | Luc Boilley        |                        | Viticulteur |
| 2014        | En cours | Jean-Claude Pichon | DVD                    | Retraité |

## Démographie
L'évolution du nombre d'habitants est connue à travers les recensements de la population effectués dans la commune depuis 1793. Pour les communes de moins de 10 000 habitants, une enquête de recensement portant sur toute la population est réalisée tous les cinq ans, les populations de référence des années intermédiaires étant quant à elles estimées par interpolation ou extrapolation. Pour la commune, le premier recensement exhaustif entrant dans le cadre du nouveau dispositif a été réalisé en 2006.

En 2022, la commune comptait 322 habitants, en évolution de −0,62 % par rapport à 2016 (Jura : −0,81 %, France hors Mayotte : +2,11 %).
| 1793 | 1800 | 1806 | 1821 | 1831 | 1836 | 1841 | 1846 | 1851 |
| ---- | ---- | ---- | ---- | ---- | ---- | ---- | ---- | ---- |
| 718  | 739  | 741  | 802  | 842  | 838  | 830  | 847  | 810  |

| 1856 | 1861 | 1866 | 1872 | 1876 | 1881 | 1886 | 1891 | 1896 |
| ---- | ---- | ---- | ---- | ---- | ---- | ---- | ---- | ---- |
| 769  | 772  | 741  | 750  | 722  | 644  | 675  | 567  | 572  |

| 1901 | 1906 | 1911 | 1921 | 1926 | 1931 | 1936 | 1946 | 1954 |
| ---- | ---- | ---- | ---- | ---- | ---- | ---- | ---- | ---- |
| 621  | 598  | 579  | 511  | 461  | 464  | 469  | 440  | 445  |

| 1962 | 1968 | 1975 | 1982 | 1990 | 1999 | 2006 | 2011 | 2016 |
| ---- | ---- | ---- | ---- | ---- | ---- | ---- | ---- | ---- |
| 376  | 369  | 299  | 335  | 336  | 350  | 356  | 337  | 324  |

| 2021 | 2022 | - | - | - | - | - | - | - |
| ---- | ---- | - | - | - | - | - | - | - |
| 318  | 322  | - | - | - | - | - | - | - |

## Culture et patrimoine

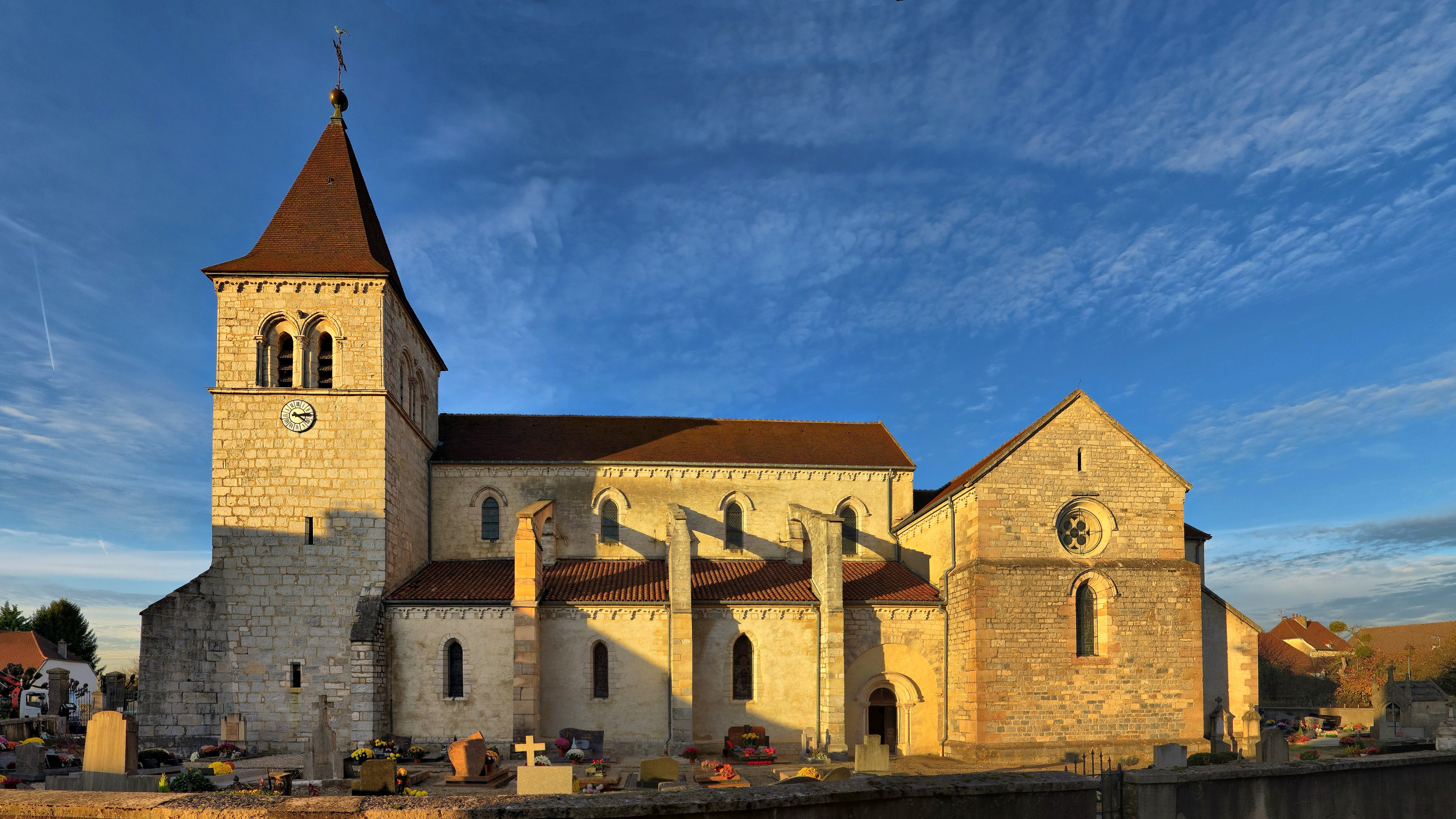
L'église Saint-Christophe.

### Lieux et monuments

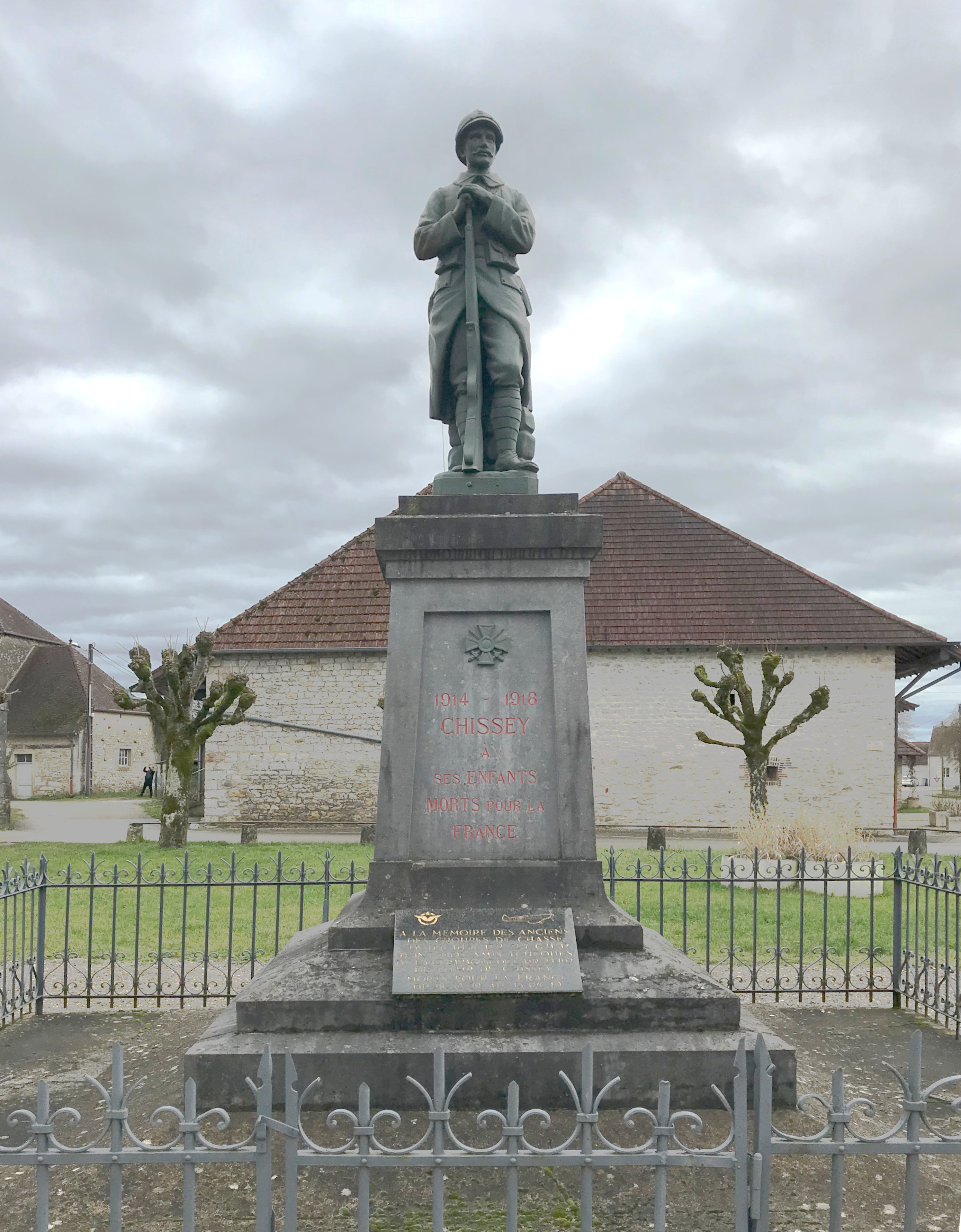
Le monument aux morts.

- Église Saint-Christophe de Chissey-sur-Loue.

- Le plus gros chêne de la forêt de Chaux se situe sur la commune, avec 18 m de circonférence.

- Le monument aux morts représentant le Poilu au repos.

### Personnalités liées à la commune
- Marguerite Reynier (1881-1950), écrivaine, y est née.
- Henri Jouffroy, homme politique.
- Pierre Billet (1925-1944), Résistant.
- Jeanne lanternier(1820-1855) épouse du sultan du Maroc

### Héraldique
| Blason de Chissey-sur-Loue | Blason  | D'argent à trois quintefeuilles d'or* rangées en fasce ; au chef émanché de sable. |
| Blason de Chissey-sur-Loue | Détails | * Il y a là non-respect de la règle de contrariété des couleurs : ces armes sont fautives (or sur argent). Adopté par la municipalité. Il dérive du blason de la famille de Chissey : « D'argent à trois emmanchures de sable chargées de trois roses d'or » ou « D'argent, au chef émanché de sable chargé de trois quintefeuilles d'or » (dans ce dernier les roses étaient probablement sur la partie sable, donc sans contrariété). |